# Going Wild with Jeff Corwin
Going Wild with Jeff Corwin é uma série de documentários sobre a natureza produzida e exibida no final dos anos 1990 no Disney Channel. Apresentado por Jeff Corwin, o show durou duas temporadas de 1997 a 1999 antes de ser cancelado.
Corwin viaja para lugares naturais em todo o mundo, incluindo Flórida, África do Sul, Papua Nova Guiné, Vale da Morte e Havaí, em busca de animais selvagens. Em cada episódio, Jeff procura uma "Criatura em Destaque", e sempre a encontra no final do episódio. As criaturas anteriormente apresentadas incluem peixes-boi, cobras, crocodilos, carneiros selvagens, golfinhos e ursos. Enquanto explora, Jeff procura "Pistas de Criatura" para ajudá-lo a encontrar o animal. Em alguns episódios, Jeff também explora ruínas antigas, incluindo Gila Cliff Dwellings, Port Arthur, Rhyolite e Ayutthaya.

## Episódios

### Temporada 1 (1997)
- Belize (Blue Creek Rainforest Preserve) (14 de setembro de 1997)
- Dakota do Sul (Black Hills) (21 de setembro de 1997)
- Wyoming (Parque Nacional de Yellowstone) (28 de setembro de 1997)
- Montana (Parque Nacional Glacier) (5 de outubro de 1997)
- Belize II (Barreira de Corais) (12 de outubro de 1997)
- Flórida (Parque Nacional Everglades) (19 de outubro de 1997)
- África do Sul (Reserva Ndzalama) (26 de outubro de 1997)
- Flórida II (Rio Homosassa) (2 de novembro de 1997)
- África do Sul II (Reserva Djuma) (9 de novembro de 1997)
- Idaho (Snake River Canyon) (16 de novembro de 1997)
- Arizona (Deserto de Sonora) (23 de novembro de 1997)
- Quênia (Parque Nacional Tsavo East) (30 de novembro de 1997)
- Nova York (Nova York) (7 de dezembro de 1997)
- Novo México (Gila National Forest) (14 de dezembro de 1997)
- Florida III (Florida Keys) (21 de dezembro de 1997)
- Colorado (Parque Nacional das Montanhas Rochosas) (28 de dezembro de 1997)

### Temporada 2 (1998–1999)
- Tennessee (Parque Nacional das Montanhas Great Smoky) (13 de setembro de 1998)
- Borneo (Parque Nacional de Bako) (20 de setembro de 1998)
- Washington (Parque Nacional Olímpico) (27 de setembro de 1998)
- Venezuela (Llanos) (4 de outubro de 1998)
- Tailândia (Parque Nacional Khao Sok) (11 de outubro de 1998)
- Costa Rica (Parque Nacional do Corcovado) (18 de outubro de 1998)
- Ilhas Havaianas (Havaí) (25 de outubro de 1998)
- Papua Nova Guiné (Província de Morobe) (1 de novembro de 1998)
- Austrália (Tasmânia) (8 de novembro de 1998)
- Kentucky (Parque Nacional de Mammoth Cave) (15 de novembro de 1998)
- Austrália II (Austrália Central) (22 de novembro de 1998)
- Califórnia (Parque Nacional do Vale da Morte) (29 de novembro de 1998)
- Canadá (Hudson Bay, Manitoba) (6 de dezembro de 1998)
- Austrália III (Parque Nacional Daintree) (13 de dezembro de 1998)
- Micronésia (Palau) (20 de dezembro de 1998)
- México (Baja California) (27 de dezembro de 1998)
- Califórnia II (Angeles National Forest) (3 de janeiro de 1999)
- Alasca (Parque Nacional de Katmai) (10 de janeiro de 1999)
- Washington II (Parque Nacional North Cascades) (17 de janeiro de 1999)
- Louisiana (Atchafalaya Swamp) (24 de janeiro de 1999)
- Costa Rica II (Rincon De La Vieja) (31 de janeiro de 1999)
- Tailândia II (Parque Nacional Khao Yai) (7 de fevereiro de 1999)
- Califórnia III (Baía de Monterey) (14 de fevereiro de 1999)

## Filmagens
Jeff e sua equipe filmaram em alguns dos lugares mais exóticos do mundo. Em alguns episódios, eles filmaram em parques especiais de vida selvagem. Isso foi revelado na seção de agradecimentos especiais dos créditos. Em alguns episódios, Jeff também se encontrou com alguns moradores, que lhe deram dicas de onde encontrar sua "Criatura em destaque". O tempo de filmagem depende do local. No Vale da Morte, eles filmaram apenas 2 dias, mas na África do Sul, eles filmaram durante 3 meses.

## Animais
Jeff filmou principalmente animais selvagens, mas alguns animais foram emprestados de museus e parques naturais. Os filhotes de puma, ele mostrou em Dakota do Sul, eram na verdade filhotes fora da reabilitação da vida selvagem, que estavam sendo devolvidos à natureza. Na seção de agradecimentos especiais dos créditos, em alguns episódios aparecem nomes de zoológicos e parques naturais. Os créditos também indicam que Nenhum animal foi prejudicado durante a realização deste programa e que algumas situações com animais foram recriadas. Nem sempre é fácil encontrar os animais de que precisam. Em Los Angeles, Jeff passou 3 horas em uma prancha de surfe, procurando pelicanos, e na África do Sul, ele e sua equipe passaram 3 semanas procurando um aardwolf, mas a edição fez parecer que ele estava lá apenas por 2 dias.

### Encontros íntimos
Jeff teve alguns encontros próximos durante as filmagens de seu show. Enquanto filmava um episódio na África do Sul, Jeff foi atacado por um leopardo, mas ele tinha uma bengala com ele e se manteve firme, e o leopardo recuou. Em seus diários, Jeff também afirmou que um leão africano saltou sobre ele e deu uma patada em sua cabeça. No Alasca, Jeff quase foi pisoteado por um alce e, na Tailândia, ele teve que se esquivar dos ataques da cobra-rei.

## Equipe de Produção
- Apresentado por Jeff Corwin
- Produtor Sênior: Richard Schmidt
- Produtores: Steve Bortko, Jeff Corwin
- Produtor de campo: Victor Abalos
- Escrito por: Victor Abalos, Richard Schmidt, Jeff Corwin
- Produtor Associado: Glady Candler
- Diretor de fotografia: Frank Deloseph
- Gravação de som: Todd Schoenberger
- Gerente de Produção: Stuart Dtrushkin
- Supervisor de pós-produção: Michelle Holt
- Editor offline: Mark Walters
- Editor Online: Jon Teboe
- Títulos e gráficos de abertura por: Jon / David Productions
- Imagens adicionais: Tom Elleman
- Título da música: Steve Altman
- Assistente dos Produtores Executivos: Diana Meagher
- Coordenadores de logística: Paul Storck, Jane Winch
- Consultor de vida selvagem: Michael Dee
- Agradecimentos especiais a: Sue's Safaris, Big Five Tours and Satans Ltd., Galdessa Lodge, Kenya Wildlife Service, Kingdom Wildlife Sanctuary, Ministério de Informação e Transmissão do Quênia, BBC Worldwide Americas, Inc.
- Nenhum animal foi prejudicado na gravação deste programa.
- Algumas situações de vida selvagem foram recriadas.
- Baseado no conceito de: Jeff Corwin e William Jackson
- Uma produção de entretenimento de artes populares
- Em associação com: Disney
- MCMXCVII Popular Arts Entertainment Todos os direitos reservados

## Títulos em outros idiomas
- Espanhol: Las Aventuras de Jeff Corwin ("As Aventuras de Jeff Corwin")

## Fitas VHS
A série foi cancelado desde 1999, no entanto, todos os episódios da série estão disponíveis para compra em VHS online.